# 和平大道站 (莫斯科地鐵環狀線)
和平大道站（羅馬化：Prospekt Mira）是莫斯科地鐵的一個車站，開通於1952年1月30日。和平大道站是環狀線的車站，設計者是Vladimir Gelfreykh和Mikhail Minkus。該站最初的名稱是植物園站（Ботанический Сад），因附近有莫斯科大學植物園。